# Eva Gabrielsson
Eva Katarina Gabrielsson, född den 17 november 1953 i Lövånger i Västerbotten, är en svensk arkitekt mest är känd för att ha varit sambo med författaren och journalisten Stieg Larsson under 30 år, fram till hans död 2004. De träffades under de sena tonåren på ett möte för Förenade FNL-grupperna i Umeå.
Gabrielsson har arbetat som arkitekt och CAD-projektör hos byggaren Ohlsson & Skarne, sekreterare för regeringens byggkostnadsdelegation och projektledare för hållbart byggande i Dalarna samt har arbetat med Bygga-bo-dialogen med manualer för miljöklassning av byggnader.
År 1997 erhöll Gabrielsson 20 000 kronor i stipendium från Stockholm-Gillets stiftelse för byggnadskultur för att ge ut en bok om arkitekten Per Olof Hallman, Stockholms första stadsplanedirektör och förra sekelskiftets stora stadsplanerare i Sverige. Gabrielsson har i sitt sommarprogram 2010 beskrivit hur hon efter att i flera år genom arkivstudier dokumenterat Hallman-miljöer var färdig med det mesta skrivarbetet vid tidpunkten för Larssons död. Gabrielssons utgångspunkt är att Hallmans miljöer är miljöer där de flesta människor trivs än idag. Gabrielsson hävdar att det inte är någon tillfällighet att Millennium-seriens "good guys" bor i områden planlagda av Hallman. Hon menar att Larsson inte hade tid att göra Stockholmsresearch och istället använde sig av hennes manus.

## Arvet efter Stieg Larsson
Eva Gabrielsson lär enligt TV-programmet Skavlan 21 januari 2011 ha en del av manuskriptet till en fjärde Millennium-bok. Hon har även skrivit en bok om sitt liv med Stieg Larsson betitlad Millennium, Stieg och jag. Efter Larssons död har hon varit involverad i en uppmärksammad arvstvist med hans far och bror.